# Брігадісвара
Храм Брігадісвара (англ. Brihadeeswarar temple або Rajarajeswaram, таміл. பெருவுடையார் கோவில், peruvuḍaiyār kōvil) — індуїстський храм дравідійської архітектури у місті Тханджавур південноіндійського штату Таміл-Наду, збудований за наказом царя Раджараджа Чола I династії Чола. Зараз, разом з іншими храмами Чоли, він входить до списку об'єктів Світової спадщини ЮНЕСКО.
Великий храм Брігадісвара споруджено між 1003 і 1010 рр. Оточений двома стінами, що мають у плані форму квадрата, цей храм побудований із гранітних блоків і частково із цегли та увінчаний пірамідальною 13-ярусною вежею — «віманою» заввишки 61 м, із монолітом-цибулинкою на вершині. Стіни храму багато прикрашені скульптурою. Найближчі каменоломні розташовані в декількох кілометрах від храму й сама доставка цих брил до місця будівництва була для прадавніх будівельників грандіозним завданням. Довжина найбільшого блоку становить 7,8 м, а його вага оцінюється у 80 тонн.

## Інтернет-ресурси
- Photos on art-and-archaeology web site [Архівовано 15 лютого 2014 у Wayback Machine.]
- Unesco Great Living Chola Temples [Архівовано 26 грудня 2018 у Wayback Machine.]